# Синтіана (Кентуккі)
Синтіана (англ. Cynthiana) — місто (англ. city) в США, в окрузі Гаррісон штату Кентуккі. Населення — 6333 особи (2020).

## Географія
Синтіана розташована за координатами 38°22′59″ пн. ш. 84°18′7″ зх. д. / 38.38306° пн. ш. 84.30194° зх. д. (38.382941, -84.301827).  За даними Бюро перепису населення США в 2010 році місто мало площу 10,50 км², з яких 10,39 км² — суходіл та 0,11 км² — водойми.

## Демографія
Згідно з переписом 2010 року, у місті мешкали 6402 особи в 2665 домогосподарствах у складі 1629 родин. Густота населення становила 610 осіб/км².  Було 2968 помешкань (283/км²).
Расовий склад населення:
| - 92,5 % — білих - 4,8 % — чорних або афроамериканців - 0,3 % — азіатів - 0,2 % — корінних американців |

До двох чи більше рас належало 1,7 %. Частка іспаномовних становила 2,4 % від усіх жителів.
За віковим діапазоном населення розподілялося таким чином: 24,0 % — особи молодші 18 років, 56,8 % — особи у віці 18—64 років, 19,2 % — особи у віці 65 років та старші. Медіана віку мешканця становила 40,3 року. На 100 осіб жіночої статі у місті припадало 84,1 чоловіків;  на 100 жінок у віці від 18 років та старших — 79,1 чоловіків також старших 18 років.
Середній дохід на одне домашнє господарство  становив 38 568 доларів США (медіана — 27 518), а середній дохід на одну сім'ю — 48 005 доларів (медіана — 34 442). Медіана доходів становила 31 397 доларів для чоловіків та 24 783 долари для жінок. За межею бідності перебувало 28,3 % осіб, у тому числі 41,0 % дітей у віці до 18 років та 23,5 % осіб у віці 65 років та старших.
Цивільне працевлаштоване населення становило 2422 особи. Основні галузі зайнятості: освіта, охорона здоров'я та соціальна допомога — 25,2 %, виробництво — 24,5 %, роздрібна торгівля — 11,8 %, науковці, спеціалісти, менеджери — 8,6 %.